# 总产值
总产值亦称“生产总值”，是生产单位、生产部门、地区或整个国民经济在一定时期内所生产的全部产品的价值。综合反映一定范围内的生产总规模的指标。
它包括产品生产过程中形成的全部价值，即转移到产品中去的物质资料消耗的价值和新创造的价值。例如有：工业总产值、农业总产值等。
总产值可按不变价格或现行价格计算。采用不变价格可以消除各个时期价格变动的影响，保证资料的可比性，以便于研究生产发展水平和速度，以及国民经济各部门之间的比例关系。